# Церква Різдва Христового (Збараж)
Церква Різдва Христового в Збаражі — парафія і храм Збаразького благочиння Тернопільської єпархії Православної церкви України в місті Збараж Тернопільського району Тернопільської области.

## Історія церкви
Храм Різдва Христового був збудований на південній околиці міста, на вулиці Подільській.
29 жовтня 2006 року на місці майбутньої церкви освятили дерев'яний хрест на честь 2000-літнього ювілею Христової церкви. У церемонії брало участь духовенство Свято-Троїцького духовного центру на честь князя Данила Галицького.
Будівництво тривало з 2001 по 2006 рік, архітектором був Ігор Гибура з Тернополя. Урочисте освячення храму відбулося 28 серпня 2006 року, його здійснив архієпископ Тернопільський і Кременецький Іов.
Церква мурована з цегли, має хрестоподібний план і три куполи. На фасадах встановлено 6 металевих хрестів. У 2007 році Р. Остапчук написав фасадну ікону Спасителя. Внутрішні стіни оцинковані. Запрестольну ікону Святої Трійці у 2006 році написав Володимир Федак із села Стриївка. Престол і тетрапод були виготовлені в Тернополі.

## Парохи
- о. Василь Бумба (2000-2004, 2006),
- о. Андрій Гумен (2004),
- о. Богдан Статкевич (2004-2006),
- о. Євген Стебиволк (2006-2010),
- о. Богдан Болюх (з 2010).